# Byalakere, Magadi
Byalakere là một làng thuộc tehsil Magadi, huyện Ramanagara, bang Karnataka, Ấn Độ.